# Kunstforum
Ein Kunstforum ist eine künstlerische Gesellschaft oder mit Kunst befasste Organisation, die der Förderung und Vermittlung von Bildender Kunst, seltener der Literatur dient. Wichtige Mittel dazu sind die Veranstaltung von Vernissagen, Kunstausstellungen und Workshops, von Diskussionsforen oder von Autorenlesungen.
Bekannte Kunstforen sind u. a.
- Bucerius Kunst Forum in Hamburg
- Ludwig Forum für Internationale Kunst in Aachen
- Humboldtforum in Berlin
- Haus der Kulturen der Welt (Berlin)
- Internationales Forum der Kulturen
- Kunstforum Hermann Stenner, Bielefeld
- Kunstforum Wien
- Österreichisches Kulturforum in Wien
- Maximiliansforum, früher als Kunstforum in München bekannt

Als künstlerisches Forum sind auch einige Zeitschriften tätig, u. a.
- das Kunstforum international
- das Forum Archaeologiae und Forum Classicum